# Frans Hedberg

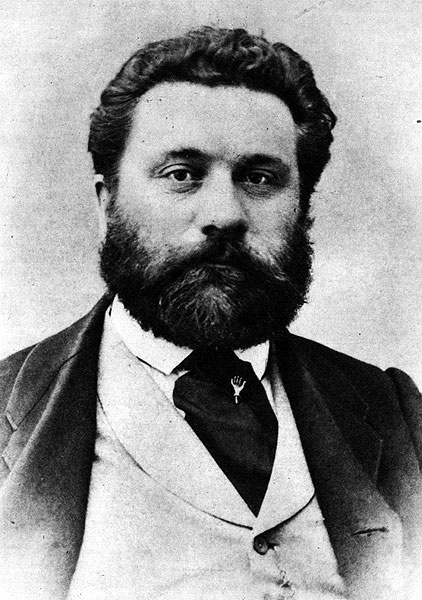
Frans Hedberg

Frans Teodor Hedberg (* 2. März 1828 in Stockholm; † 8. Juni 1908 in Vaxholm) war ein schwedischer Dichter, Dramatiker und Librettist.

## Leben
Frans Hedberg kam erst zu einem Kaufmann, später zu einem Friseur in die Lehre, bei dem er fünf Jahre blieb, und war seit 1849 als Schauspieler tätig, bis er sich ausschließlich der dramatischen Dichtung zuwandte. 1852 wurde sein erstes Lustspiel En herre, som går vilse (Ein Herr, der irre geht), in Stockholm aufgeführt.
Rasch ließ er Hin ondes gåfva (Das Teufelsgeschenk), Min vän löjtnanten (Mein Freund, der Leutnant) und När man inte har pengar (Wenn man kein Geld hat) nachfolgen. Mit letztgenanntem Stück war das Eis gebrochen, und mit unerschöpflicher Laune schüttelte er nun im Verlauf weniger Jahre eine Menge Lustspiele aus seiner Phantasie, teils Originale, teils Bearbeitungen, welche zum größten Teil mit ungeteiltem Beifall gegeben wurden.
1860 ging er zum historischen Schauspiel mit Kung Märta über, dem mit gleichem Erfolg Dagen gryr (Der Tag graut) folgte.
1865 machte er seinen größten Wurf mit Bröllopet på Ulfåsa (Die Hochzeit zu Ulfosa), einem Stück, das auch in Deutschland vielfach aufgeführt worden ist.
Von seinen übrigen dramatischen Arbeiten sind noch hervorzuheben Wasaarfvet und Stolts Elisif, zwei historische Schauspiele, und die Lustspiele Blommor i drifbänk (Die Blumen im Treibhaus), Så kallad ungdom (Sogenannte Jugend), Det skadar inte (Das schadet nichts) u. a.
Außerdem hat Hedberg Gedichte (Dikter, 1866), interessante Theatermemoiren unter dem Titel Fyra år vid landsortsteatern (1857) und Erzählungen Svart och hvit (Schwarz und Weiß, 1876–79), erscheinen lassen.
Seine Stücke, denen der große Schwung der Phantasie fehlt, haben alle einen streng sittlichen Charakter, verraten genaue Kenntnis der Bühne und zeugen von einem scharfen Blick für dramatische Komposition. 1870 wurde Hedberg zum Mitglied der Akademie (der „Achtzehn“), 1871 zum Intendanten des königlichen Theaters ernannt; 1881–83 führte er die Direktion der Göteborger Bühne.
Seine Opernlibretti wurden meist von Jacob Niclas Ahlström und Ivar Hallström vertont.
Eine große Anzahl seiner Werke werden seit dem Jahr 2005 in Schweden als E-Book angeboten.

## Werke (Auswahl)
- Dagen gryr. (Der Tag graut). Historiskt skådespel i 4 akter, svenskt original af F. Hedberg. Stockholm: Bonnier, 1863.
- Blommor i drifbänk. (Die Blumen im Treibhaus). Stockholm, 1862.
- Så kallad ungdom. (Sogenannte Jugend). Komedi i 3 akter. Stockholm: Haeggström, 1869.
- Det skadar inte. (Das schadet nichts). Lustspel i 3 akter. Stockholm: Bonnier, 1870.
- Stolts Elisif. Skådespel i 5 a. Stockholm: Bonnier, 1870.
- Fyra år vid landsortsteatern, anteckningar i berättelseform af "Palle Block". Stockholm: Bonnier, 1857–1858.
- Svart på hvitt; berättelser (Erzählungen). 3 Bände Stockholm: Bonnier, 1876–1879.
- Dagtingan. Komedi på vers i 4 akter. Stockholm: Bonnier, 1876.
- På ömse sidor om ridån, minnen och bilder; ur teaterlifvet. Stockholm: Lamm, 1888.
- Från gator och skär. Nya berättelser. Stockholm: Lamm, 1889.
- Der Bankdirektor. Roman. Aus d. Schwedischen übers. v. Otto Lengning. Halle a.S.: Hendel, 1909.
- Bröllopet på Ulfåsa. Skådespel i fyra akter. Stockholm, 1865.
  - Die Hochzeit zu Ulfåsa. Schauspiel in 4 Akten. Aus dem Schwedischen von G. Hilder. Danzig, 1873
  - Die Hochzeit zu Ulfosa. Schauspiel in vier Aufzügen von F. Hedberg. Frei aus dem Schwed. übers. von H. Denhardt. Leipzig: Reclam, ca. 1875.
- Das Erbe Wasa's. Historisches Schauspiel in 5 Akten. Aus dem Schwedischen von G. Hilder. Danzig, 1874.
- Vacklande grund. Skildringar ur ett konstnärslif. Stockholm: Idun, 1894.
- Kapellpredikanten och andra Berättelser. Stockholm: Bonnier, 1909.
- Zur rechten Zeit! Novelle. Neurode; Hamm; Speyer: Klambt, 1912.

### Libretti
- När man inte har pengar. (Wenn man kein Geld hat). Lustspel med sång i fyra akter svenskt original af F. Hedberg. Musiken arr. av J.(acob) N.(iclas) Ahlström. Stockholm: Bonnier, 1853
- Min vän löjtnanten. (Mein Freund, der Leutnant). Komedi med sång i två akter svenskt original af F. Hedberg. Musiken arr. av J.(acob) N.(iclas) Ahlström. 1862.
- Die Wikinger. Romantische Oper in drei Acten von Franz Hedberg. Aus dem schwedischen übersetzt von Emma Klingenfeld. Musik von Ivar Hallström.
- Der Bergkönig. Romantische Oper in drei Aufzügen von Frans Hedberg. Musik von Ivar Hallström.
- Den bergtagna. En romantisk opera i fem akter. Ivar Hallström. Libretto av Frans Hedberg. 2 uppl. Stockholm: Bonnier, 1874.
  - Bergkönigs Braut. Romantische Oper in 3 Aufzügen von Franz Hedberg. Musik von Ivar Hallström. Von Franz Grandaur und Hermann Levi bearbeitete der Oper Der Bergkönig. München, 1875–1881.
- Till Knut Almlöfs Minne; Fregattkaptenen, Advokaten Knifving. Jämte inledning och forord af Frans Hedberg. Stockholm: A. Bonnier, 1899.
- Glatteis. (Glanskis). Lustspiel in 5 Aufzügen des Franz Hedberg. Nach d. schwed. Orig.-Ms. übers. von Emil J(akob) Jonas. Berlin: P. Stankiewicz, 1879.
- Strohhalm. Lustspiel [im Regiebuch geändert: Schauspiel] in 5 Aufz.; als Ms. gedr. Nach d. schwed. Orig.-Ms. Übers. von Emil J(acob). Jonas. Berlin: Entsch, 1880.
- Kung Heimer och Aslög. (König Heimer und Aslög). För en röst och piano (med analyser) / Aug. Söderman ; ballad av Frans Hedberg. Stockholm : Gehrman, cop. 1953,

### Übertragungen
- Den sköna Helena (La belle Hélène); komisk operett i tre akter af Henri Meilhac och Ludovic Halévy; musiken af J. Offenbach; fri öfversättning af F. Hedberg. Stockholm: Alb. Bonnier, 1866.
- Mignon. Opera i 3 akter af Michel Carré och Jules Barbier; musiken af Ambroise Thomas ; öfvers. af Frans Hedberg. 2 uppl. Stockholm: Bonnier, 1875.
- Carmen. Opera-comique i 4 akter (efter Prosper Mérimées novell) af Meilhac och Halévy; musiken av Georges Bizet; öfversättning af Frans Hedberg. Stockholm: Bonnier, 1878
- Tannhäuser och sångarstriden på Wartburg. (Tannhäuser und der Sängerkrieg auf Wartburg). Romantisk opera i tre akter; tysk text: Richard Wagner; svensk text efter Frans Hedberg.
- Lohengrin. Romantisk opera i tre akter / tysk och svensk text med notillustrationer och kommentar ; svensk text efter Frans Hedberg.